# Hommage à Serge Lifar
Hommage à Serge Lifar est un moyen métrage français tourné pour la télévision, réalisé en 1987 par Dominique Delouche et diffusé la même année par France 3.

## Synopsis
Il s'agit de la captation du spectacle homonyme qui s'est donné à Nancy en 1986 avec le Ballet de français de Nancy. Il se compose de deux volets, Istar (17 minutes)  et Phèdre (41 minutes).

## Fiche technique
- Titre : Hommage à Serge Lifar
- Réalisation : Dominique Delouche
- Société de production et de distribution : France 3
- Tournage : en 1987 au Nancy
- Pays :  France
- Langue : français
- Format : Couleurs - Négatif et Positif : 16 mm - Son : Mono
- Durée : 58 minutes
- Dates de sortie : France : 1987 (France 3)

## Istar
- Chorégraphie :Serge Lifar
- Musique : Istar, variations symphoniques, op. 42, poème symphonique de Vincent d'Indy, composé en 1896 d'après le sixième cantique du poète assyrien Izdubar
- Décors : Léon Bakst
- Avec :
  - Isabelle Guérin : Istar

## Phèdre
- tragédie chorégraphique en un acte sur un argument de Jean Cocteau (1950), auteur également des décors et des costumes
- Musique : Georges Auric
- Chorégraphie : Serge Lifar
- Avec :
  - Marcia Haydée : Phèdre